# Палатальный крюк
Палатальный крюк (◌̡) — разновидность крюка, ранее использовавшаяся МФА для обозначения палатализированных согласных. Это маленький, изогнутый влево крюк, приписанный к букве снизу справа, и его не следует путать с другими видами крюков, обозначающих, например, ретрофлексию.
МФА предписывал с буквами эш (ʃ) и эж (ʒ) не использовать палатальные крюки, а вместо этого использовать специальные буквы с завитком: ʆ и ʓ. Тем не менее версия с крюками использовалась некоторыми авторами.
Палатальный крюк был удалён из МФА в 1989 году и заменён на надстрочную j, следующую за согласной (то есть, к примеру, ƫ превратилась в tʲ).
Палатальные крюки также используются в литовской диалектологии Литовской фонетической транскрипционной системой (англ. Lithuanian Phonetic Transcription System).

## Кодировка
Юникод включает как комбинируемый символ палатального крюка, так и несколько готовых, включая надстрочные буквы с палатальными крюками.
Хотя LATIN SMALL LETTER T WITH PALATAL HOOK был внесён в Юникод в 1991 году, остальные символы не были добавлены туда до 2005 года и позже. Таким образом, более новые символы поддерживаются меньшим количеством шрифтов, чем более старые.